# Jaderná elektrárna River Bend
Jaderná elektrárna River Bend (anglicky Watts Bar Nuclear Plant) je provozní jadernou elektrárnou ve Spojených státech. Leží poblíž farnosti West Feliciana Parish a města St. Francisville ve státě Louisiana. Elektrárnu vlastní společnost Entergy Gulf States a provozovatelem je společnost Entergy Nuclear. Jediný provozní reaktor elektrárny dodala a vybudovala americká společnost General Electric. Elektrárna zaměstnává 870 pracovníků.

## Historie a technické informace

### Reaktory
Jaderná elektrárna River Bend obsahuje pouze jeden provozní jaderný reaktor. Původní návrh sice počítal se dvema identickými jednotkami, ale v roce 1984 byl tento návrh opuštěn kvůli ekonomickému hledisku.

#### Blok 1
Výstavba prvního bloku byla zahájena 25. března 1977. Jedná se o varný reaktor typu BWR-6 o hrubém výkonu 1016 MW a čistém výkonu po odečtení vlastních potřeb 967 MW. Do sítě byl blok poprvé připojen 3. prosince 1985 a do komerčního provozu přešel 16. června 1986.
Blok má od NRC udělenou provozní licenci do 29. srpna 2045.

#### Blok 2
Výstavba dalšího bloku započala dne 1. srpna 1975. Mělo se jednat o naprosto stejný reaktor, který je instalován v prvním bloku. Hrubý výkon měl být 991 MW a čistý výkon by dosáhl 934 MW. Jeho výstavba však byla 1. ledna 1984 přerušena kvůli překročení stavebních nákladů a termínů na prvním bloku.
Blok 3
Dne 25. září 2008 společnost Entergy podala žádost o licenci na kombinovanou výstavbu a provoz u NRC pro blok 3, nový jaderný reaktor v elektrárně River Bend o výkonu 1550 MW. Náklady na reaktor byly odhadnuty na 6,2 miliardy dolarů. Dne 9. ledna 2009 společnost Entergy na neurčito odložila práce na licenci a výstavbu bloku 3.

### Okolní obyvatelstvo
NRC definuje dvě zóny havarijního plánování kolem jaderných elektráren. První o poloměru 16 kilometrů, která se týká především vystavení radioaktivní kontaminace vzduchu a poté druhou o poloměru 80 kilometrů, jež se zabývá kontaminací potravin a vody.
Podle studie NRC zveřejněné v srpnu 2010 byl odhad každoročního rizika zemětřesení dostatečně silného na to, aby způsobilo poškození aktivní zóny reaktoru 1 ku 90 909 pro reaktor 2 a 1 ku 40 000 pro reaktor 3.

## Informace o reaktorech
| Reaktor      | Typ reaktoru  | Výkon  | Výkon   | Zahájení výstavby | Připojení k síti            | Uvedení do provozu          | Uzavření |
| Reaktor      | Typ reaktoru  | Čistý  | Hrubý   | Zahájení výstavby | Připojení k síti            | Uvedení do provozu          | Uzavření |
| ------------ | ------------- | ------ | ------- | ----------------- | --------------------------- | --------------------------- | -------- |
| River Bend-1 | BWR-6 218-624 | 967 MW | 1016 MW | 25. 3. 1977       | 3. 12. 1985                 | 16. 6. 1986                 |          |
| River Bend-2 | BWR-6 218-624 | 934 MW | 991 MW  | 1. 8. 1975        | Výstavba zrušena 1. 1. 1984 | Výstavba zrušena 1. 1. 1984 |          |